# Ива корейская
И́ва коре́йская (лат. Salix koreensis) — вид цветковых растений из рода Ива (Salix) семейства Ивовые (Salicaceae).

## Распространение и экология
В природе ареал вида охватывает Корею и Китай (провинции Ганьсу, Хэбэй, Хэйлунцзян, Гирин, Ляонин, Шэньси и Шаньдун).
Произрастает по склонам и долинам рек.

## Ботаническое описание
Дерево высотой до 10—20 м, диаметром ствола до 1—1,5 м и толстая, неправильно потрескавшаяся корой. Ветви серо-бурые или буро-зелёные, ломкие; годовалые — прижато-волосистые или голые.
Почки яйцевидные, длиной 2,5 мг. Прилистники косо-яйцевидные, длиной 3—6 мм, шириной 2—3,5 мм, железисто-пильчатые или почти цельнокрайные, сверху зелёные, снизу сизые. Листья линейно-ланцетные или ланцетно-продолговатые, длиной 9—13 см, шириной 1,6—3,8 см, сверху зеленые, прижато-волосистые или почти голые, снизу с сизым налётом, по краю железистопильчатые, на верхушке длинно-заострённые, на сверху желобчатые, прижато-волосистые черешках длиной 0,6—1,3 см.
Серёжки узко цилиндрические, диаметром 6—8 мм, густоцветковые, сидячие, мужские длиной 1—3 см, женские — 0,7—1,5 см. Прицветные чешуи яйцевидно-продолговатые, островатые, почти белые. Тычинки в числе двух, с почти белыми, свободными или в основании сросшимися нитями и кирпично-красные или красные, двугнездными пыльниками; нектарники в числе двух, задний длиной около 0,7—0,8 мм, передний — около 0,5—0,7 мм. Завязь яйцевидная, сидячая, с четырёхраздельными, красноватым рыльцем.
Цветение в мае.

## Таксономия
Вид Ива корейская входит в род Ива (Salix) семейства Ивовые (Salicaceae) порядка Мальпигиецветные (Malpighiales).
|  |                                      |  |                                                             |                                                             |                  |  | ещё 36 семейств (согласно Системе APG II) | ещё 36 семейств (согласно Системе APG II) |                    |  |  |  | ещё более 500 видов |
|  |                                      |  |                                                             |                                                             |                  |  | ещё 36 семейств (согласно Системе APG II) | ещё 36 семейств (согласно Системе APG II) |                    |  |  |  | ещё более 500 видов |
|  |                                      |  |                                                             | порядок Мальпигиецветные                                    |                  |  |                                           |                                           | род Ива            |  |  |  |                     |
|  |                                      |  |                                                             | порядок Мальпигиецветные                                    |                  |  |                                           |                                           | род Ива            |  |  |  |                     |
|  | отдел Цветковые, или Покрытосеменные |  |                                                             |                                                             | семейство Ивовые |  |                                           |                                           | вид Ива корейская  |  |  |  |                     |
|  | отдел Цветковые, или Покрытосеменные |  |                                                             |                                                             | семейство Ивовые |  |                                           |                                           |                    |  |  |  |                     |
|  |                                      |  | ещё 44 порядка цветковых растений (согласно Системе APG II) | ещё 44 порядка цветковых растений (согласно Системе APG II) |                  |  |                                           | ещё около 57 родов                        | ещё около 57 родов |  |  |  |                     |
|  |                                      |  |                                                             | ещё 44 порядка цветковых растений (согласно Системе APG II) |                  |  |                                           |                                           | ещё около 57 родов |  |  |  |                     |